# Benidorm Fest 2024
Benidorm Fest 2024 va ser la tercera edició del certamen de Radiotelevisió Espanyola en el qual es va seleccionar la cançó que representaria Espanya al Festival de la Cançó d'Eurovisió 2024. La final es va celebrar el 3 de febrer de 2023 al Palau d'Esports l'Illa de Benidorm de la localitat homònima, la qual va comptar amb dues semifinals prèvies dutes a terme en la mateixa seu els dies 30 de gener i 1 de febrer. Els presentadors van ser Ruth Lorenzo, Marc Calderó i Ana Prada. La cançó guanyadora va ser «Zorra», de Nebulossa.

## Organització
El 15 de maig del 2023 es va donar a conèixer que la Generalitat Valenciana havia iniciat juntament amb RTVE els treballs per posar en marxa els preparatius de l'edició del 2024, incorporant a més la celebració d'una edició estiuenca, el Benidorm Summer Fest 2024, amb un ampli ventall activitats paral·leles.
El 9 de gener del 2024 la Generalitat aprova el conveni amb RTVE per al Benidorm Fest 2024, al qual destinaria 1,5 milions d'euros.
Aquell mateix dia van ser presentats els primers detalls de l'esdeveniment, confirmant Ruth Lorenzo i Marc Calderó com a presentadors juntament amb Ana Prada des de la green room. Per la seva banda, Inés Hernand, que durant les dues primeres edicions del festival havia estat l'encarregada de dirigir la green room, presentaria juntament amb Aitor Albizua el format estrenat el 2023 La nit del Benidorm Fest, amb la novetat d'emetre's únicament en forma de després de les semifinals i la final, i desapareixent de l'access de les semifinals com si es va emetre a l'anterior edició. Hernand al seu torn presentaria de nou juntament amb Jordi Cruz el programa digital de RTVE Play Benidorm calling que en aquesta edició s'emetria únicament durant la catifa del festival el 28 de gener i en format access de les tres gales de 21h30 a 22h50 a les semifinals i de 19h30 a 22h00 a la final.
D'altra banda, el programa digital de RTVE Play La Playz List sobre actualitat musical presentat per la Pija i la Quinqui comptaria amb un especial amb motiu del festival alacantí sota el nom "Sabor a Benidormch" on a més es retransmetria en directe el concert del divendres 2 de febrer com a part de la programació complementària al festival que ofereix la ciutat de Benidorm.
També va ser desvetllat el nou escenari i el jurat, compost per vuit experts nacionals, llatinoamericans i internacionals i liderat per la cantant, compositora, actriu i ballarina Beatriz Luengo.

### Camp de composició
Amb l'objectiu d'enriquir el repertori del Benidorm Fest 2024, a principis d'estiu del 2023 RTVE es va posar en contacte amb les tres grans discogràfiques d'Espanya: Sony, Warner i Universal amb la intenció d'iniciar un campament de composició musical en col·laboració amb artistes emergents i reconeguts. Finalment, va ser Sony Music Publishing Spain la que va organitzar, en col·laboració amb RTVE, l'experiència pilot a finals d'estiu del 2023.
Durant tres dies, artistes i compositors van conviure i treballar junts amb l'objectiu de crear noves peces musicals, establint sessions participatives entre l'artista, els productors i un equip de producció. Aquesta iniciativa va tenir com a meta estimular la creativitat i fomentar la col·laboració entre músics, amb la intenció de descobrir composicions que no només emocionessin, sinó que també captivessin el públic, així com crear cançons específiques per al Benidorm Fest i, potencialment, per a Eurovisió. Els compositors i productors van ser seleccionats en funció dels artistes que havia disposat a participar al festival i amb potencial per competir a Eurovisió, buscant representar tots els gèneres, des de balades i pop fins al nou pop i propostes més urbanes.
L'objectiu a mitjà termini de RTVE amb aquest campament de composició és que sigui un planter de cançons, convertint-lo en un planter d'artistes emergents buscant ser un lloc de descobriment i desenvolupament de les futures promeses del panorama musical espanyol i llatinoamericà. De fet, es planteja modificar el seu sistema en edicions futures i fins i tot la possibilitat d'obrir-lo al públic general per fomentar la col·laboració entre artistes i la indústria musical.
D'aquesta experiència pilot va sorgir la cançó Presoner amb què Quique Niza participaria posteriorment a la tercera edició del festival.

## Estructura
La competició consisteix en dues semifinals i una de final. En total competeixen 16 cançons aspirants dividides entre les dues semifinals, és a dir, hi participen 8 a cadascuna. A cada semifinal, les quatre cançons més votades entre el jurat professional nacional (25%) i internacional (25%), el panell demoscòpic (25%) i el televot (25%), passen directament a la final. En aquesta final, les vuit cançons classificades tornen a ser interpretades per determinar quina serà la representant d'Espanya al Festival de la Cançó d'Eurovisió 2024, seguint el mateix sistema de votació que a les gales anteriors.

## Presentadors i jurat

### Presentadors titulars
| Presentador  | Professió                                          |
| ------------ | -------------------------------------------------- |
| Ruth Lorenzo | Cantant i representant d'Espanya a Eurovisió 2014. |
| Marc Calderó | Periodista i presentador.                          |
| Ana Prada    | Periodista i reportera.                            |

### Presentadors d'espais derivats

#### Benidorm Fest: Los elegidos
| Presentadora     | Professió                                        | Informació |
| ---------------- | ------------------------------------------------ | --- |
| María Eizaguirre | Directora de Comunicació i Participació de RTVE. | Esdeveniment de presentació dels noms dels 16 participants del festival l'11 de novembre des del Teatre Alameda de Sevilla. |

#### La noche del Benidorm Fest
| Presentador    | Professió                                           | Informació                                                                         |
| -------------- | --------------------------------------------------- | ---------------------------------------------------------------------------------- |
| Aitor Albizua  | Periodista i presentador                            | Posts dedicats al Benidorm Fest després de les semifinals i la final del festival. |
| Inés Hernand   | Presentadora i humorista.                           | Posts dedicats al Benidorm Fest després de les semifinals i la final del festival. |
| Soraya Arnelas | Cantant i representant d'Espanya el Eurovisió 2009. | Posts dedicats al Benidorm Fest després de les semifinals i la final del festival. |
| Alberto Guzmán | Periodista.                                         | Posts dedicats al Benidorm Fest després de les semifinals i la final del festival. |

### Jurat
Per a l'edició de 2024, 8 professionals de la música van tornar a compondre el jurat expert per al festival. Dels triats, el 50% del pes va recaure en el vot internacional (4/8), mentre que el 50% restant va estar en mans del nacional (4/8), dos membres del qual eren de la comunitat hispanoamericana (25%).
| Jurat                     | Professió |
| ------------------------- | --- |
| Beatriz Luengo (portaveu) | Cantant, compositora, actriu i ballarina. |
| Carlos Baute              | Cantant i compositor. |
| Guille Milkyway           | Cantant, DJ, compositor i productor musical. |
| Ángela Carrasco           | Cantautora, actriu i professora de cant. |
| Lee Smithurst             | Cap de la Delegació britànica en Eurovisió i productor executiu del Festival d'Eurovisió 2023.                                                                                     |
| David Tserunyan           | Cap de la Delegació armènia en Eurovisió, exmembre del grup de referència d'Eurovisió i productor executiu de Eurovisió Júnior 2022.                                               |
| Marta Piekarska           | Cap de la Delegació polonesa en Eurovisió, productora executiva de Eurovisió Júnior 2019 i 2020 i expresidenta del Grup Directiu d'Eurovisió Júnior.                               |
| Nicoline Refsing          | Escenògrafa danesa especialitzada en el disseny i direcció creativa de programes de televisió, gires i actuacions artístiques i directora artística del Festival d'Eurovisió 2014. |

## Selecció de participants
Entre el 16 de maig i el 10 d'octubre del 2023 RTVE va mantenir obert el procés de presentació de candidatures per al Benidorm Fest 2024. Com en edicions anteriors, l'ens públic va enviar també invitacions directes de participació a intèrprets i autors de prestigi per presentar els seus propostes al procés de selecció.
L'11 d'octubre es va donar a conèixer que s'havien rebut un total de 825 propostes pel formulari habilitat, totes amb intèrpret assignat (en l'anterior edició més de 300 cançons es van enviar sense intèrpret), i de perfils tant consagrats com emergents. De fet, 23 dels temes registrats van ser el resultat del projecte pilot del campament de cançons dut a terme per RTVE, una trobada entre compositors espanyols i internacionals amb l'objectiu d'enriquir la selecció del festival. A diferència de convocatòries anteriors, no es va fer pública la dada de propostes que havien arribat per via directa de discogràfiques i segells editorials.
Amb un nombre més gran d'estils musicals rebuts hi ha diverses propostes de reguetó, trap, música urbana i electrònica, gèneres que no predominaven els anys anteriors. A més, hi ha hagut un augment del nombre de propostes en llengües cooficials.
La selecció de les 16 candidatures aspirants a guanyar el Micròfon de Bronze (i les sis suplents) la duria a terme un comitè d'experts integrat per deu persones relacionades amb RTVE, Eurovisió i la indústria musical: els tres assessors musicals del festival Pablo Cebrián, Tony Sánchez-Ohlsson i David Martínez "Rayden", el comentarista d'Eurovisió a RTVE Tony Aguilar, la coreògrafa Miryam Benedited, el director de Continguts Generals de RTVE José Pablo López, la directora de Comunicació i Participació de RTVE María Eizaguirre, la periodista musical a Radio 3 Virginia Díaz i els mateixos directors del certamen musical César Vallejo i Ana María Bordas, també cap de la delegació espanyola d'Eurovisió i vicepresidenta del Comitè de TV de la Unió Europea de Radiodifusió.

### Presentació de candidatures
En el marc dels Latin Grammy, que se celebrarien pocs dies després a la capital sevillana, l'11 de novembre Televisió Espanyola va presentar al Teatre Alameda de Sevilla les i els 16 artistes seleccionats per participar en la tercera edició del Benidorm Fest.
L'esdeveniment, presentat per la directora de Comunicació i Participació de RTVE María Eizaguirre i que es va poder seguir a més a través de la plataforma RTVE Play des de les 18.30 hores, va comptar amb l'actuació de la guanyadora de l'anterior edició, Blanca Paloma, juntament a José Pablo Polo a la guitarra, presentant el seu nou senzill Ay amor, així com amb les d'altres participants de la primera i la segona edició del festival com Alice Wonder amb Jo voldria, Sharonne amb Aire, Karmento amb «Vull i dol», Gonzalo Hermida amb un medley de «La Ciutat Intermitent», «La Promesa» i «Qui ho diria», Alfred García amb Els teus ulls, Megara amb Arcàdia, Tanxugueiras amb Desídia, Agoney amb un medley de Vull Arder i Intacto i Vicco amb Nochentera.
Es va confirmar que les cançons participants serien publicades el 14 de desembre.

## Participants
| Artista/s      | Cançó                               | Idioma                    | Compositors | Escenografia             |
| -------------- | ----------------------------------- | ------------------------- | --- | ------------------------ |
| Almácor        | «Brillos platino»                   | Castellà                  | Alejandro Capdevilla Pérez · Arturo Almarcha Corella                                                                     |                          |
| Angy Fernández | «Sé quién soy»                      | Castellà                  | Ángela María Fernández González · Dino Medanhodzic · Henrik Lundberg · Thomas G:son                                      | David Mínguez            |
| Dellacruz      | «Beso en la mañana»                 | Castellà                  | Carlos Almazán Fuentes · Jorge de la Cruz Correa                                                                         | Juan Sebastián Domínguez |
| Jorge González | «Caliente»                          | Castellà                  | Adrián Ghiardo · David Parejo Martín · Jorge González González · Manuel Brea Calvo                                       | David Pizarro            |
| Lèrica         | «Astronauta»                        | Castellà                  | Antonio Mateo Chamorro · David Cuello · Eduardo Ruiz Sánchez · José Alfonso Cano Carrilero · Juan Carlos Arauzo Olivares |                          |
| Mantra         | «Me vas a ver»                      | Castellà                  | Carlos Marco · Carlos Hugo Weinberg · Jonathan Burt · Natalia Neva · Paula Pérez Rubio                                   |                          |
| María Peláe    | «Remitente»                         | Castellà                  | Alba Reig Gilabert · María Peláez Sánchez                                                                                | María Peláe              |
| Marlena        | «Amor de verano»                    | Castellà i anglès         | Ana Legazpi González · Carolina Moyano García · Joan Valls Paniza · Rubén Pérez Pérez                                    | Javier Pageo             |
| Miss Caffeina  | «Bla bla bla»                       | Castellà                  | Alberto Jiménez Rodríguez · Antonio Poza Fernández · Sergio Sastre Sanz                                                  |                          |
| Nebulossa      | «Zorra»                             | Castellà                  | María Bas · Mark Dasousa                                                                                                 | Juan Sebastián Domínguez |
| Noan           | «Te echo de -»                      | Castellà                  | Íñigo Samaniego · Juan Ewan · Pepe Bernabé                                                                               |                          |
| Quique Niza    | «Prisionero»                        | Castellà                  | Kenji Domínguez Kato · José Ricardo Cortes Salcedo · Juan José Martín Martín · Óscar Cadena · Quique González            | Juan Sebastián Domínguez |
| Roger Padrós   | «El temps»                          | Català                    | Joel Condal Llorens · Roger Padrós de la Torre                                                                           |                          |
| Sofia Coll     | «Here to Stay»                      | Castellà, anglès i català | Juan Manuel Pinzas Sueiro · Mauro Canut Guillén · Ignacio Canut Guillén · Sofia Coll i Benito                            |                          |
| St. Pedro      | «Dos extraños (cuarteto de cuerda)» | Castellà                  | Ioné de la Cruz · Nelson Hernández · Pedro Hernández Herrera                                                             |                          |
| Yoly Saa       | «No se me olvida»                   | Castellà                  | Emilio Maestre Rico · Yolanda Saa Filgueira                                                                              |                          |

## Convidats
| Gala          | Convidat(s)                                        | Informació                                                    | Cançó / actuació                 |
| ------------- | -------------------------------------------------- | ------------------------------------------------------------- | -------------------------------- |
| Semifinal 1   | Beret                                              | Cantant                                                       | «Superhéroes»                    |
| Semifinal 1   | Mr. Rain                                           | Cantant                                                       | «Superhéroes»                    |
| Semifinal 1   | Abraham Mateo                                      | Cantant                                                       | «tequiero», amb Vicco            |
| Semifinal 1   | Vicco                                              | Cantant, tercera classificada del Benidorm Fest 2023          | «Nochentera»                     |
| Semifinal 2   | Íñigo Quintero                                     | Cantant                                                       | «Si no estas»                    |
| Semifinal 2   | Sergio Dalma                                       | Cantant, representant d'Espanya en Eurovisió 1991             | «Sonríe porque estás en la foto» |
| Final         |                                                    |                                                               |                                  |
| Ruth Lorenzo  | Cantant, representant de Espanya en Eurovisió 2014 | «Dancing in the Rain» (versió d'ella mateixa, Eurovisió 2014) |                                  |
| Abraham Mateo | Cantant                                            | Medley de «Falsos recuerdos» i «Clavaíto»                     |                                  |
| Camela        | Grup musical                                       | «Lágrimas de amor»                                            |                                  |

## Festival

### Semifinals

#### 1a semifinal
La primera semifinal es va celebrar el 30 de gener del 2024. En ella, vuit participants es van jugar les primeres quatre places per a la gran final del festival.
| 1a Semifinal – 30 de gener de 2024 | 1a Semifinal – 30 de gener de 2024 | 1a Semifinal – 30 de gener de 2024 | 1a Semifinal – 30 de gener de 2024 | 1a Semifinal – 30 de gener de 2024 | 1a Semifinal – 30 de gener de 2024 | 1a Semifinal – 30 de gener de 2024 | 1a Semifinal – 30 de gener de 2024 | 1a Semifinal – 30 de gener de 2024 | 1a Semifinal – 30 de gener de 2024 | 1a Semifinal – 30 de gener de 2024 | 1a Semifinal – 30 de gener de 2024 | 1a Semifinal – 30 de gener de 2024 |
| Ordre                              | Artista(es)                        | Cançó                              | Jurat (50%)                        | Jurat (50%)                        | Públic (50%)                       | Públic (50%)                       | Públic (50%)                       | Públic (50%)                       | Públic (50%)                       | Públic (50%)                       | Puntuació total                    | Posició final                      |
| Ordre                              | Artista(es)                        | Cançó                              | Puntuació                          | Posició                            | Panell demoscòpic (25%)            | Posició del panell                 | Televot (25%)                      | Posició del televot                | Puntuació d'ambdós segments        | Posició del públic                 | Puntuació total                    | Posició final                      |
| ---------------------------------- | ---------------------------------- | ---------------------------------- | ---------------------------------- | ---------------------------------- | ---------------------------------- | ---------------------------------- | ---------------------------------- | ---------------------------------- | ---------------------------------- | ---------------------------------- | ---------------------------------- | ---------------------------------- |
| 01                                 | Lèrica                             | «Astronauta»                       | 40                                 | 7a                                 | 22                                 | 6a                                 | 20                                 | 7a                                 | 42                                 | 6a                                 | 82                                 | 7a                                 |
| 02                                 | Noan                               | «Te echo de -»                     | 46                                 | 5a                                 | 28                                 | 4a                                 | 22                                 | 6a                                 | 50                                 | 5a                                 | 96                                 | 6a                                 |
| 03                                 | Sofia Coll                         | «Here to Stay»                     | 58                                 | 4a                                 | 30                                 | 3a                                 | 28                                 | 4a                                 | 58                                 | 4a                                 | 116                                | 3a                                 |
| 04                                 | Mantra                             | «Me vas a ver»                     | 33                                 | 8a                                 | 25                                 | 5a                                 | 40                                 | 1a                                 | 65                                 | 3a                                 | 98                                 | 5a                                 |
| 05                                 | Miss Caffeina                      | «Bla bla bla»                      | 64                                 | 2a                                 | 16                                 | 8a                                 | 25                                 | 5a                                 | 41                                 | 7a                                 | 105                                | 4a                                 |
| 06                                 | Quique Niza                        | «Prisionero»                       | 45                                 | 6a                                 | 20                                 | 7a                                 | 16                                 | 8a                                 | 36                                 | 8a                                 | 81                                 | 8a                                 |
| 07                                 | Angy Fernández                     | «Sé quién soy»                     | 62                                 | 3a                                 | 40                                 | 1a                                 | 35                                 | 2a                                 | 75                                 | 1a                                 | 137                                | 2a                                 |
| 08                                 | Nebulossa                          | «Zorra»                            | 84                                 | 1a                                 | 35                                 | 2a                                 | 30                                 | 3a                                 | 65                                 | 2a                                 | 149                                | 1a                                 |

#### 2a semifinal
La segona semifinal es va celebrar l'1 de febrer de 2024. En ella, vuit participants es van jugar les quatre últimes places per a la gran final del festival.
| 1a Semifinal – 30 de gener de 2024 | 1a Semifinal – 30 de gener de 2024 | 1a Semifinal – 30 de gener de 2024  | 1a Semifinal – 30 de gener de 2024 | 1a Semifinal – 30 de gener de 2024 | 1a Semifinal – 30 de gener de 2024 | 1a Semifinal – 30 de gener de 2024 | 1a Semifinal – 30 de gener de 2024 | 1a Semifinal – 30 de gener de 2024 | 1a Semifinal – 30 de gener de 2024 | 1a Semifinal – 30 de gener de 2024 | 1a Semifinal – 30 de gener de 2024 | 1a Semifinal – 30 de gener de 2024 |
| Ordre                              | Artista(es)                        | Cançó                               | Jurat (50%)                        | Jurat (50%)                        | Públic (50%)                       | Públic (50%)                       | Públic (50%)                       | Públic (50%)                       | Públic (50%)                       | Públic (50%)                       | Puntuació total                    | Posició final                      |
| Ordre                              | Artista(es)                        | Cançó                               | Puntuació                          | Posició                            | Panell demoscòpic (25%)            | Posició del panell                 | Televot (25%)                      | Posició del televot                | Puntuació d'ambdós segments        | Posició del públic                 | Puntuació total                    | Posició final                      |
| ---------------------------------- | ---------------------------------- | ----------------------------------- | ---------------------------------- | ---------------------------------- | ---------------------------------- | ---------------------------------- | ---------------------------------- | ---------------------------------- | ---------------------------------- | ---------------------------------- | ---------------------------------- | ---------------------------------- |
| 01                                 | María Peláe                        | «Remitente»                         | 71                                 | 2a                                 | 30                                 | 3a                                 | 30                                 | 3a                                 | 60                                 | 3a                                 | 131                                | 2a                                 |
| 02                                 | Dellacruz                          | «Beso en la mañana»                 | 22                                 | 8a                                 | 16                                 | 8a                                 | 16                                 | 8a                                 | 32                                 | 8a                                 | 54                                 | 8a                                 |
| 03                                 | Marlena                            | «Amor de verano»                    | 48                                 | 5a                                 | 28                                 | 4a                                 | 20                                 | 7a                                 | 48                                 | 6a                                 | 96                                 | 6a                                 |
| 04                                 | St. Pedro                          | «Dos extraños (cuarteto de cuerda)» | 94                                 | 1a                                 | 35                                 | 2a                                 | 35                                 | 2a                                 | 70                                 | 2a                                 | 164                                | 1a                                 |
| 05                                 | Jorge González                     | «Caliente»                          | 42                                 | 6a                                 | 40                                 | 1a                                 | 40                                 | 1a                                 | 80                                 | 1a                                 | 122                                | 3a                                 |
| 06                                 | Yoly Saa                           | «No se me olvida»                   | 35                                 | 7a                                 | 22                                 | 6a                                 | 22                                 | 6a                                 | 44                                 | 7a                                 | 79                                 | 7a                                 |
| 07                                 | Roger Padrós                       | «El temps»                          | 55                                 | 4a                                 | 20                                 | 7a                                 | 28                                 | 4a                                 | 48                                 | 5a                                 | 103                                | 5a                                 |
| 08                                 | Almácor                            | «Brillos platino»                   | 65                                 | 5a                                 | 25                                 | 5a                                 | 25                                 | 5a                                 | 50                                 | 4a                                 | 115                                | 4a                                 |

### Final
La gran final es va celebrar el 3 de febrer de 2024. En ella, els quatre participants classificats de cada semifinal es van disputar la plaça per representar Espanya a Eurovisió 2024 i endur-se el micròfon de bronze al Benidorm Fest 2024.
| Final - 3 de febrer de 2024 | Final - 3 de febrer de 2024 | Final - 3 de febrer de 2024         | Final - 3 de febrer de 2024 | Final - 3 de febrer de 2024 | Final - 3 de febrer de 2024 | Final - 3 de febrer de 2024 | Final - 3 de febrer de 2024 | Final - 3 de febrer de 2024 | Final - 3 de febrer de 2024    | Final - 3 de febrer de 2024 | Final - 3 de febrer de 2024 | Final - 3 de febrer de 2024 |
| Ordre                       | Artista(s)                  | Cançó                               | Jurat (50%)                 | Jurat (50%)                 | Públic (50%)                | Públic (50%)                | Públic (50%)                | Públic (50%)                | Públic (50%)                   | Públic (50%)                | Puntuació total             | Posició final               |
| Ordre                       | Artista(s)                  | Cançó                               | Puntuació                   | Posició                     | Panell demoscòpic (25 %)    | Posició del panell          | Televot (25%)               | Posició del televot         | Puntuació de tots dos segments | Posició del públic          | Puntuació total             | Posició final               |
| --------------------------- | --------------------------- | ----------------------------------- | --------------------------- | --------------------------- | --------------------------- | --------------------------- | --------------------------- | --------------------------- | ------------------------------ | --------------------------- | --------------------------- | --------------------------- |
| 01                          | María Peláe                 | «Remitente»                         | 41                          | 6a                          | 25                          | 5a                          | 20                          | 7a                          | 45                             | 6a                          | 86                          | 6a                          |
| 02                          | St. Pedro                   | «Dos extraños (cuarteto de cuerda)» | 86                          | 1a                          | 28                          | 4a                          | 25                          | 5a                          | 53                             | 4a                          | 139                         | 2a                          |
| 03                          | Angy Fernández              | «Sé quién soy»                      | 63                          | 3a                          | 35                          | 2a                          | 30                          | 3a                          | 65                             | 3a                          | 128                         | 3a                          |
| 04                          | Jorge González              | «Caliente»                          | 49                          | 5a                          | 40                          | 1a                          | 35                          | 2a                          | 75                             | 1a                          | 124                         | 4a                          |
| 05                          | Nebulossa                   | «Zorra»                             | 86                          | 1a                          | 30                          | 3a                          | 40                          | 1a                          | 70                             | 2a                          | 156                         | 1a                          |
| 06                          | Sofia Coll                  | «Here to Stay»                      | 29                          | 7a                          | 22                          | 6a                          | 22                          | 6a                          | 44                             | 7a                          | 73                          | 7a                          |
| 07                          | Miss Caffeina               | «Bla bla bla»                       | 27                          | 8a                          | 16                          | 8a                          | 16                          | 8a                          | 32                             | 8a                          | 59                          | 8a                          |
| 08                          | Almácor                     | «Brillos platino»                   | 51                          | 4a                          | 20                          | 7a                          | 28                          | 4a                          | 48                             | 5a                          | 99                          | 5a                          |

## Audiències
| Gala        | Data                | Hora  | Espectadors | Quota |
| ----------- | ------------------- | ----- | ----------- | ----- |
| Semifinal 1 | 30 de gener de 2024 | 22:50 | 1 005 000   | 10,8% |
| Semifinal 2 | 1 de febrer de 2024 | 22:50 | 1 039 000   | 10,5% |
| Final       | 3 de febrer de 2024 | 22:00 | 1 977 000   | 16,6% |

     Líder de la nit.
     Récord d'audiència.

### Altres
| Gala                             | Data                | Hora  | Espectadors | Quota |
| -------------------------------- | ------------------- | ----- | ----------- | ----- |
| La noche del Benidorm Fest (I)   | 31 de gener de 2023 | 00:45 | 303 000     | 7,0%  |
| La noche del Benidorm Fest (II)  | 2 de febrer de 2023 | 00:45 | 287 000     | 6,2%  |
| La noche del Benidorm Fest (III) | 4 de febrer de 2023 | 00:15 | 809 000     | 10,8% |

## Palmarès
| Gala                                  | Data                 | Presentadors                              | Canal d'emissió | Guanyador | Subcampió      | 3r classificat |
| ------------------------------------- | -------------------- | ----------------------------------------- | --------------- | --------- | -------------- | -------------- |
| Benidorm Fest 2024: Primera semifinal | Gener-febrer de 2024 | - Ruth Lorenzo - Marc Calderó - Ana Prada | La 1            | Nebulossa | Angy Fernández | Sofia Coll     |
| Benidorm Fest 2024: Segona semifinal  | Gener-febrer de 2024 | - Ruth Lorenzo - Marc Calderó - Ana Prada | La 1            | St. Pedro | María Peláe    | Jorge González |
| Benidorm Fest 2024: Final             | Gener-febrer de 2024 | - Ruth Lorenzo - Marc Calderó - Ana Prada | La 1            | Nebulossa | St. Pedro      | Angy Fernández |